# Jezioro Oćwieckie
Jezioro Oćwieckie – jezioro w Polsce, położone w województwie kujawsko-pomorskim, w powiecie żnińskim, w gminie Gąsawa, na terenie Pojezierza Żnińsko-Mogileńskiego.

## Dane morfometryczne
Powierzchnia zwierciadła wody wynosi 142,7 ha.
Zwierciadło wody położone jest na wysokości 80,1 m n.p.m.. Średnia głębokość jeziora wynosi 9,1 m, natomiast głębokość maksymalna 42,5 m.
Na podstawie badań przeprowadzonych w 2004 roku wody jeziora zaliczono do III klasy czystości i II kategorii podatności na degradację.
W roku 1999 wody jeziora również zaliczono do wód III klasy czystości.

## Hydronimia
Według urzędowego spisu opracowanego przez Komisję Nazw Miejscowości i Obiektów Fizjograficznych (KNMiOF) nazwa tego jeziora to Jezioro Oćwieckie.